# Ocotea jacquinii
Ocotea jacquinii (Meisn.) Mez – gatunek rośliny z rodziny wawrzynowatych (Lauraceae Juss.). Występuje naturalnie na Saint Lucia i Martynice. 

## Morfologia
PokrójZimozielone drzewo lub krzew dorastające do 12–17 m wysokości.
LiścieMają kształt od owalnie eliptycznego do owalnego. Mierzą 16–18 cm długości oraz 5,5–9 cm szerokości. Są skórzaste. Nasada liścia jest rozwarta. Blaszka liściowa jest o spiczastym wierzchołku. Ogonek liściowy jest nagi i dorasta do 4 mm długości.
KwiatyRozdzielnopłciowe, zebrane w wiechy o prawie trójgraniastym kształcie, rozwijają się w kątach pędów. Działki kielicha mają owalny kształt i dorastają do 4–8 mm długości. Płatki mają odwrotnie owalny kształt i zieloną barwę, osiągają do 25–33 mm długości. Kwiaty mają około 100 pręcików i 9–13 owocolistków.
OwocePestkowce o elipsoidalnym kształcie. Osiągają 5 cm długości i 3 cm szerokości.

## Biologia i ekologia
Rośnie w wilgotnych lasach. Występuje na wysokości od 900 do 1400 m n.p.m. Kwitnie od maja do czerwca.